# Sabine Monauni
Sabine Monauni (ur. 10 kwietnia 1974 w Feldkirch, Austria) – liechtensteińska polityk, dyplomata, wicepremier Liechtensteinu od 2021, minister spraw wewnętrznych, gospodarki i środowiska w rządzie Daniela Rischa (2021-2025) oraz minister spraw zagranicznych, środowiska i kultury w rządzie Brigitte Haas (od 2025), ambasador Księstwa Liechtensteinu do Unii Europejskiej w latach 2016-2021.

## Życiorys
Monauni wychowywała się w Liechtensteinie w Schaan i Schellenbergu, a następnie uczęszczała do szkoły średniej w Vaduz, gdzie zdawała maturę. Potem studiowała prawo w szwajcarskim Sankt Gallen (licencjat), a po zakończeniu tych studiów ukończyła jeszcze studia podyplomowe z prawa europejskiego w belgijskiej Brugii. W latach 2001–2016 zajmowała różne stanowiska w administracji rządowej m.in. na wydziale spraw zagranicznych oraz ds. EOG. W 2016 roku została ambasadorem Liechtensteinu do Unii Europejskiej i Belgii.
W sierpniu 2020 Postępowa Partia Obywatelska poinformowała, że to właśnie Sabine Monauni będzie kandydatem na premiera. Był to pierwszy raz w historii księstwa, kiedy do walki o to stanowisko została wystawiona kobieta. Wybory parlamentarne wygrała Unia Patriotyczna (przy czym różnica pomiędzy VU i FBP wynosiła mniej niż 0,01% głosów), dlatego Monauni nie została premierem tylko wicepremierem, a dodatkowo zostały jej przypisane trzy resorty w rządzie Daniela Rischa: spraw wewnętrznych, gospodarki i środowiska.
W kolejnych wyborach w 2025 roku Monauni nie była kandydatką FBP na urząd premiera, a jej miejsce zajął Ernst Walch. Po wyborach, w których FBP zdobyła jedynie siedem mandatów, Sabine Monauni została wybrana na Radną Rządu kolejnej kadencji oraz ponownie na stanowisko wicepremiera księstwa. W gabinecie Brigitte Haas została ona ministrem spraw zagranicznych, środowiska i kultury.

## Życie prywatne
Sabine Monauni jest mężatką, ma dwóch synów i wraz z rodziną mieszka w Schellenbergu.